# Liste der ungarischen Botschafter in Osttimor

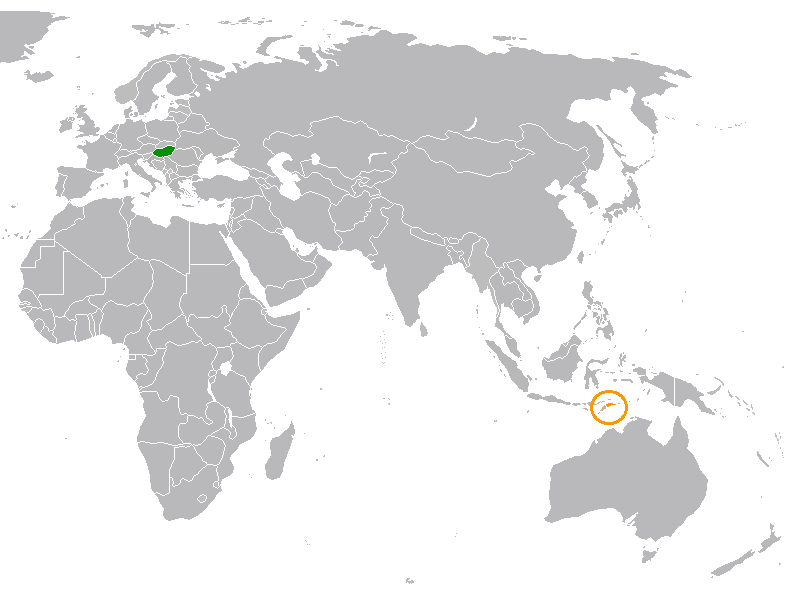
Osttimor (grün) und Ungarn (orange)

Diese Liste führt die ungarischen Botschafter in Osttimor auf.

## Hintergrund

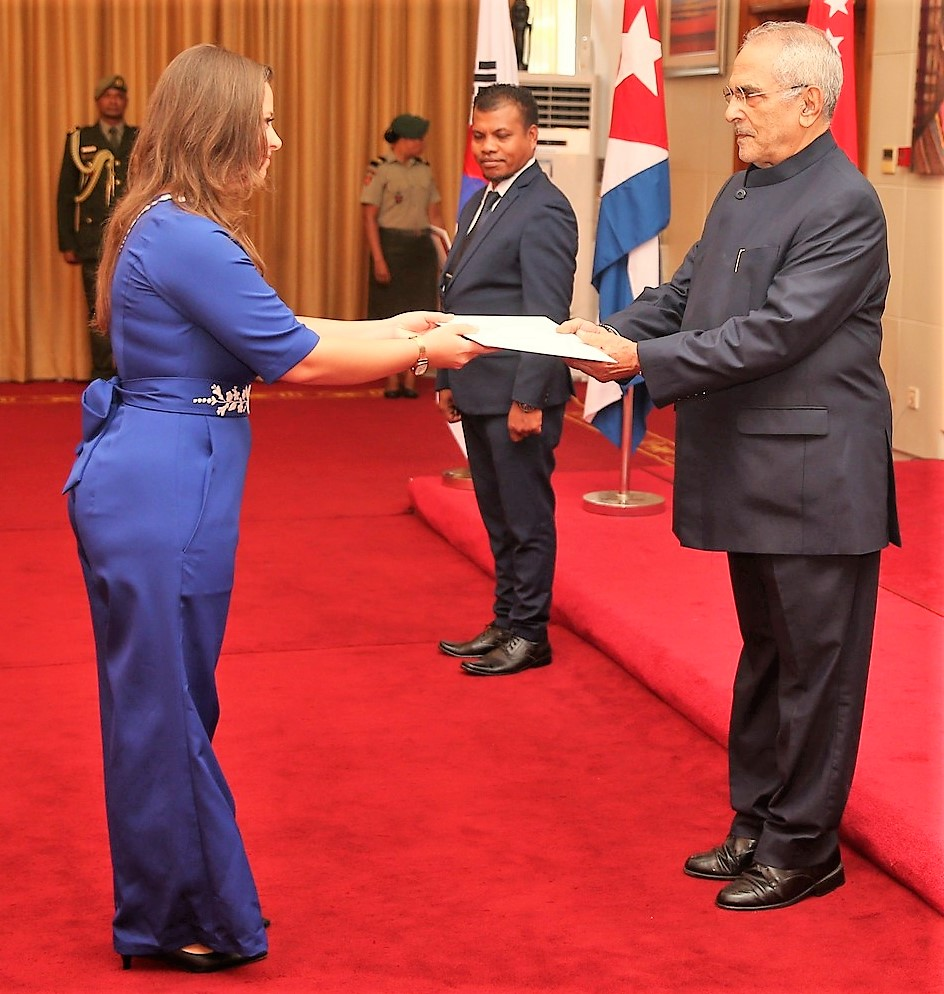
Lila Karsay bei der Übergabe ihrer Akkreditierung an José Ramos-Horta (2023)

Diplomatische Beziehungen zwischen den beiden Ländern wurden 2003 aufgenommen. Der Botschafter mit Sitz im indonesischen Jakarta verfügt für Osttimor über eine Zweitakkreditierung und ist außerdem zuständig für den ASEAN.
| Name         | Amtszeit          | Anmerkungen                              |
| ------------ | ----------------- | ---------------------------------------- |
| ?            |                   |                                          |
| Judit Pach   | 2015–2021         | Akkreditierung Osttimor: 2018            |
| Lilla Karsay | seit Oktober 2021 | Akkreditierung Osttimor: 1. Februar 2023 |